# Sư tử Katanga
Sư tử Tây Nam Phi hay Sư tử Katanga (Panthera leo bleyenberghi) là một phân loài sư tử sinh sống ở tây nam châu Phi. Chúng được tìm thấy ở Namibia, Angola, Zaire, tây Zambia, tây Zimbabwe và bắc Botswana. Mẫu vật điển hình từ Katanga (Zaire). Năm 2008, các cuộc khảo sát đã được tiến hành ở Upemba và vườn quốc gia Kundelungu tọa lạc ở Cộng hòa Dân chủ Congo, nhưng không tìm thấy có sự hiện diện của sư tử.